# Markazi

Comtats de Markazi

La província de Markazi (en persa: استان مرکزی, Ostān-e Markazi), la medieval Iraq ajamita és una de les 31 províncies de l'Iran. La paraula markazi significa central en persa. És a la Regió 4.
Markazi es troba a l'Iran occidental. La seva capital és Arak. Té uns 1,35 milions d'habitants. Els límits actuals de la província daten del 1977, quan la província es va separar dins l'actual Markazi i la província de Teheran, amb parts de la províncies d'Esfahan Semnan i Zanjan .
Les principals ciutats de la província són: Saveh, Arak, Mahallat, Zarandieh, Khomein, Delijan, Tafresh, Ashtian, i Shazand (anteriorment coneguda com a Sarband)

## Història
Markazi formava part de l'Imperi del Medes. Aquesta regió es considera un dels assentament humans més antics del l'altiplà iranià
Al principi de l'era musulmana el nom de la ciutat es va canviar a Jibal o Qahestan.
Entre els personatges relacionats amb Markazi figuren: Mirza Abulqasem Qaem Maqam, Abbas Eqbal Ashtiani, Mirza Taqi Khan Amir Kabir, Qaem Maqam Farahani, Mahmoud Hessabi, Ayatollah Khomeini, Ayatollah Araki

## Galeria

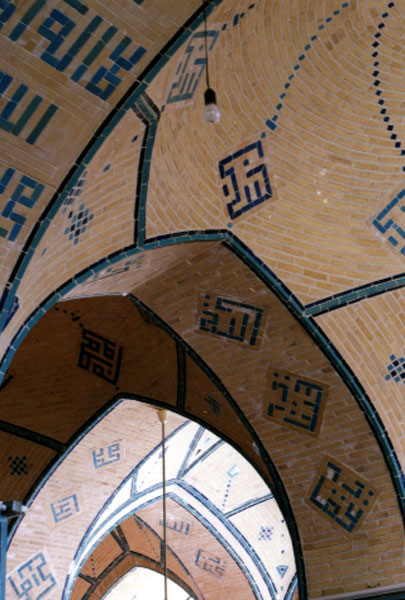
Mesquita de Narāgh.
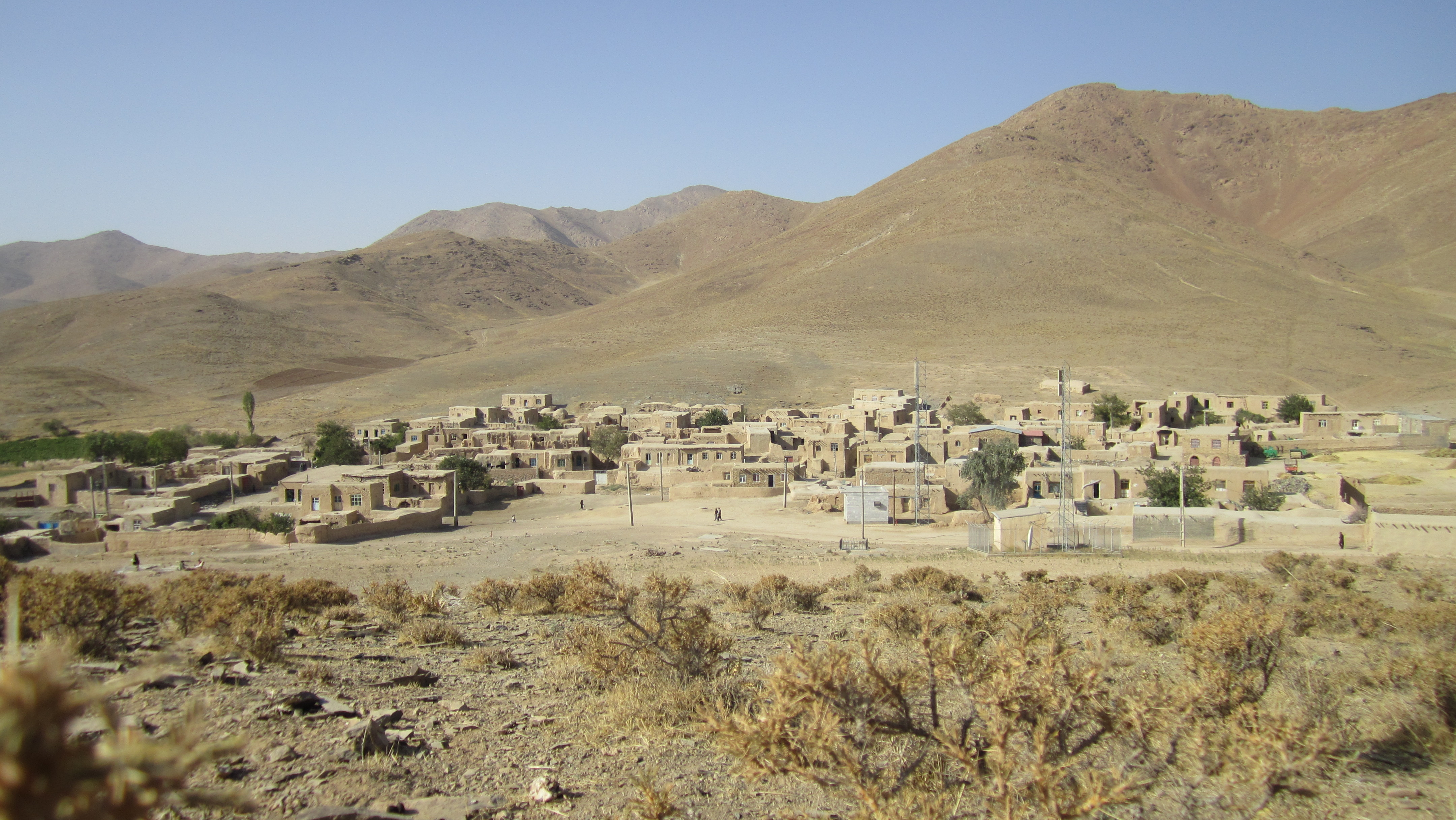
Kharpahlou
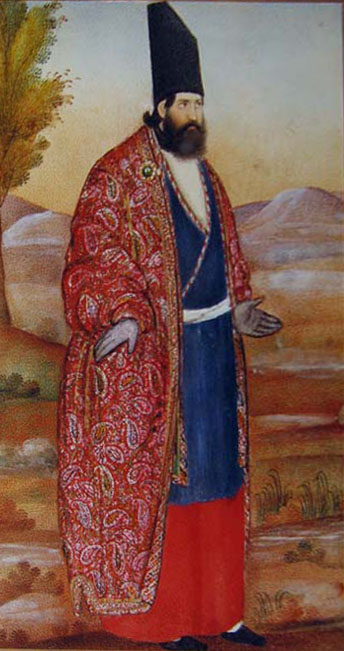
Pintura atribuïda a Amir Kabir
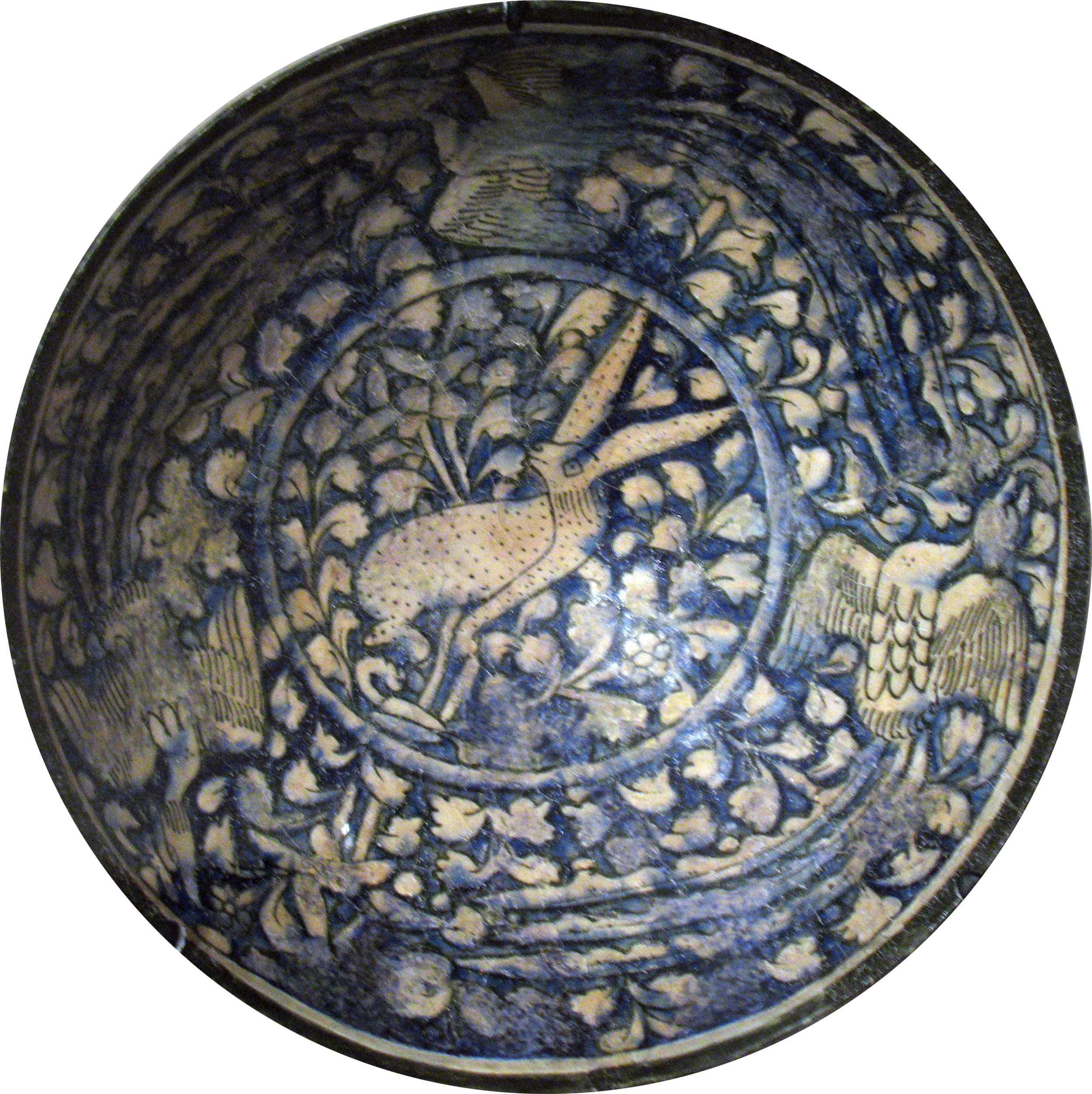
Ceràmica del segle xiv d'Arak